# Lukas Lange
Lukas Lange (* 21. Juli 1995) ist ein deutscher Schauspieler.
Lukas Lange spielte von der 16. Staffel bis zur 18. Staffel in der deutschen Fernsehserie Schloss Einstein die Rolle des Schülers Adrian Leupold.

## Filmografie
- 2013–2015: Schloss Einstein